# Trachyloma subbasilare
Trachyloma subbasilare là một loài rêu trong họ Pterobryaceae. Loài này được (Hook.) Mitt. mô tả khoa học đầu tiên năm 1859.